# 1238
1238 (MCCXXXVIII) a fost un an obișnuit al calendarului iulian.

## Evenimente
- 7 februarie: Mongolii cuceresc Vladimir și masacrează populația.
- 8 februarie: Mongolii ocupă Suzdal.
- 4 martie: Bătălia de pe râul Sit: mongolii lui Batu Han zdrobesc trupele rusești conduse de Iuri Vsevolodovici, marele cneaz de Vladimir-Suzdal, care moare în timpul luptei; Batu Han se îndreaptă spre Tver.
- 28 septembrie: Iacob I capturează Valencia de la mauri, care se retrag în Granada.

### Nedatate
- aprilie: Regele Iacob I al Aragonului începe asediul asupra Valenciei.
- Alianța dintre împărații Frederic al II-lea și Ioan al III-lea, îndreptată împotriva papei și a Imperiului latin de Constantinopol; de asemenea, forțele Imperiului de la Niceea participă alături de cele ale împăratului german la asediul Bresciei.
- As-Salih, conducător Ayyubid, apără Mesopotamia în fața mongolilor și ocupă Damascul.
- Batu Han se întoarce către sud, înfrângându-l pe hanul cuman Kotian; acesta se refugiază în Ungaria împreună cu 40.000 de cumani, care se creștinează.
- Cartă municipală acordată orașului Trnava, din Slovacia de azi.
- Conducătorul mongol Berke⁠(d) stabilește ordinea în stepele cumanilor, impunând puterea mongolilor dincoace de Volga.
- Fondarea regatului Sukhothai, în Thailanda de astăzi.
- Galiția trece sub autoritatea lui Daniel de Volînia.
- Khmerii sunt izgoniți din Laos.
- Mongolii ocupă Moscova.
- Sediul patriarhatului de Aquilea se mută la Udine.

## Arte, științe, literatură și filozofie
- Apariția primei mori de hârtie din Franța.
- Construirea bisericii Sfânta Sofia la Trapezunt.
- Nichifor Blemmydes devine profesor la școala de filosofie creată de Ioan al III-lea Ducas Vatatzes la Niceea.
- Prima autorizare a disecării de cadavre în Europa occidentală, permisă de împăratul Frederic al II-lea.

## Nașteri
- Frederic III, duce de Lorena (d. 1302).
- Magnus Lagabøte, viitor rege al Norvegiei (d. 1280)
- Mainard al II-lea, viitor conte de Tirol și Gorizia (d. 1295)
- Valdemar al III-lea, viitor duce de Schleswig (d. ?)

## Decese
- 4 martie: Iuri Vsevolodovici, mare cneaz de Vladimir-Suzdal (n. 1189).
- 6 martie: Al-Kamil⁠(d), sultan Ayyubid al Egiptului (n. 1180).
- 19 martie: Henric I, duce de Cracovia (n. ?)
- Guillaume de Lorris, poet francez (n. 1200).

## Înscăunări
- 19 martie: Henric al II-lea "cel Pios", duce de Cracovia, de Silezia și al Poloniei Mari (până la 1241).
- octombrie: Enzio⁠(d), fiu natural al împăratului Frederic al II-lea, rege al Sardiniei.
- Iaroslav al II-lea Vladimirski, cneaz de Vladimir.
- Jatavarman Sundara, rege al statului Pândya, în India de sud.